# ウィリアム・ギロック
ウィリアム・ギロック（William L. Gillock、1917年7月1日 - 1993年9月7日）はアメリカ合衆国 の音楽教育家、作曲家。

## 概要
アメリカのミズーリ州ラッセルに生まれる。同州ファイエットのメソジスト・カレッジ卒業後、ルイジアナ州ニューオーリンズでピアノ教師となった。後半生はテキサス州ダラスに移り、作曲活動だけでなく、全米音楽倶楽部連合会の会長を務め、ピアノ教師のための講習会でアメリカ全土を訪れた。1993年、ダラス郊外のデソートで死去。
ギロックは音楽教育分野の作曲の第一人者で、メロディーの美しさから「教育音楽作曲界のシューベルト」と呼ばれている。

## 主要作品

### ピアノ曲集
- ロマン派様式による叙情的前奏曲（叙情小曲集）
- Courtly Scenes in Baroque Sytle（小組曲）
- New Orleans Jazz Styles
- More New Orleans Jazz Styles
- アクセント・オン (Accent on)

### 教則本
- ピアノ・オール・ザ・ウェイ (Piano - All the Way!)
- Technic - All the Way!
- Theory - All the Way!